# Maxomys musschenbroekii
Maxomys musschenbroekii is een knaagdier uit het geslacht Maxomys dat voorkomt op Celebes. Deze soort werd vroeger als dezelfde soort als Maxomys whiteheadi gezien, maar verschilt daar sterk van. Het is een vrij kleine soort. Het sperma van dit dier lijkt meer op westelijkere soorten van Maxomys dan op de andere uit Celebes. Hoewel hij met alle andere soorten van Maxomys op Celebes ergens op dezelfde plaats leeft, is er geen grote geografische variatie. De kop-romplengte bedraagt 131 tot 158 mm, de staartlengte 117 tot 142 mm, de achtervoetlengte 32 tot 38 mm en de oorlengte 19 tot 22 mm.